# Domiciano (prefeito pretoriano)
Domiciano (em latim: Domitianus) foi um oficial romano do século IV, ativo durante o reinado do imperador Constâncio II (r. 337–361). Era filho de um artesão e pai de uma dama que casou-se com Apolinário. Serviu como notário e tornou-se senador. Antes de 353, serviu como conde das sagradas liberalidades e em 353 foi nomeado prefeito pretoriano do Oriente, em sucessão a Talássio. Em 353/354, insultou o césar Constâncio Galo e foi linchado pelas tropas. Com sua morte, foi sucedido por Estratégio Musoniano.